# Juandré Kruger
Pour les articles homonymes, voir Kruger.
Pas d'image ? Cliquez ici

a Compétitions nationales et continentales officielles uniquement.

b Matchs officiels uniquement.
Dernière mise à jour le 21 novembre 2019.
Petrus Johannes Juandré Kruger, né le 6 septembre 1985 au Cap, est un joueur international sud-africain de rugby à XV évoluant au poste de deuxième ligne. Après six saisons en France, il joue avec la province galloise des Scarlets en 2019 en tant que joker Coupe du monde.

## Biographie
Juandré Kruger a joué son premier match international avec les Springboks le 2 juin 2012 contre le XV de la rose.
À la fin de l'année 2012, il annonce sa signature au Racing Métro 92 pour la saison 2013-2014. S'il joue beaucoup après son arrivée dans l'effectif du club francilien, il souffre plus tard de la concurrence de Luke Charteris et Manuel Carizza. Il n'est alors que très rarement titulaire. Il sort de l'ombre lors de la demi-finale du Top 14 2015-2016 contre Clermont au cours de laquelle il réussit, dans les prolongations et alors que son équipe est menée, une interception qui, après une passe et un essai de Juan Imhoff, envoie le Racing en finale.
De 2016 à 2019, il évolue au Rugby club toulonnais. En 2019, il signe avec la province galloise des Scarlets en tant que joker Coupe du monde avant de retourner en Afrique du Sud pour retrouver les Blue Bulls et Bulls.

## Statistiques en équipe nationale
- 17 sélections
- 0 point
- Sélections par année   : 8 en 2012, 9 en 2013